# Đầm Trebaai
De Đầm Trebaai (Vietnamees: Vịnh Đầm Tre) is een onderdeel van de Zuid-Chinese Zee. De Đầm Trebaai is een baai bij de archipel Côn Đảo. Het ligt aan de noordoostelijke kant van het grootste eiland van de archipel, Côn Lôn.
De baai is beroemd vanwege het uitzicht over de verschillende eilanden van de archipel. De baai is omringd door verschillende bossen van bamboe en de mangroves.